# Eucalyptus morrisbyi
Eucalyptus morrisbyi là một loài thực vật có hoa trong Họ Đào kim nương. Loài này được Brett mô tả khoa học đầu tiên năm 1939.